# Beechcraft T-6 Texan II
El Beechcraft T-6 Texan II es un avión turbohélice de fabricación estadounidense construido por Raytheon Aircraft Company (ahora Hawker Beechcraft). Es utilizado por la Fuerza Aérea de Estados Unidos (USAF) como entrenador básico de pilotos y navegantes militares, estos últimos conocidos como Oficiales de Sistemas de Combate (CSO), y por la Armada de los Estados Unidos (USNavy) para el entrenamiento primario e intermedio del Oficial de Vuelo Naval (NFO). Sustituyó en la USAF al T-37B Tweet y en la USNavy al T-34C Turbo Mentor. El T-6A también se utiliza como entrenador en las Fuerzas Aéreas canadienses (denominado CT-156 Harvard II), en la Luftwaffe, Fuerza Aérea Griega, Real Fuerza Aérea Marroquí, Fuerza Aérea Israelí, Fuerza Aérea Mexicana, Fuerza Aérea Colombiana, Fuerza Aérea Argentina y la Fuerza Aérea Iraquí.

## Diseño y desarrollo
El T-6 Texan II fue el ganador del concurso Joint Primary Aircraft Training System (Sistema de Entrenamiento de Aviones Primario Conjunto; JPATS) para la Fuerza Aérea de los Estados Unidos (USAF) y la Armada de los Estados Unidos (USN). Los diseñadores del avión Hawker Beechcraft Corporation utilizaron el Pilatus PC-9 como plataforma inicial para determinar qué tipo de avión se necesitaba para satisfacer los requisitos impuestos por la USAF y la USN. Fueron realizados más de 500 vuelos de demostración y evaluación por pilotos de la Armada y la Fuerza Aérea de EE. UU. para determinar que cambios eran necesarios para afrontar con éxito sus necesidades.
El 9 de enero de 2012, Hawker Beechcraft anunció la venta de 6 aeronaves T-6C+ para la Fuerza Aérea Mexicana, con entrega en el 2012 para reemplazar los entrenadores suizos Pilatus PC-7 usados por la FAM.
La empresa Beechcraft anunció la venta de un lote inicial de 2 aeronaves de entrenamiento táctico T-6C+ el 24 de marzo de 2014 para la Armada de México. La Fuerza Aérea Mexicana ha adquirido a la empresa estadounidense Beechcraft un cuarto grupo de aviones de ataque ligero T-6 Texan II, que sustituirán a los obsoletos interceptores ligeros de fabricación suiza Pilatus PC-7.

## Componentes del AT-6E Wolverine
Bélgica -  Canadá -  Estados Unidos -  Reino Unido

### Electrónica
| Sistema           | País                    | Fabricante   | Notas                           |
| ----------------- | ----------------------- | ------------ | ------------------------------- |
| Sistema de escape | Bandera del Reino Unido | Martin-Baker | Asiento eyectable modelo US16LA |

### Armamento

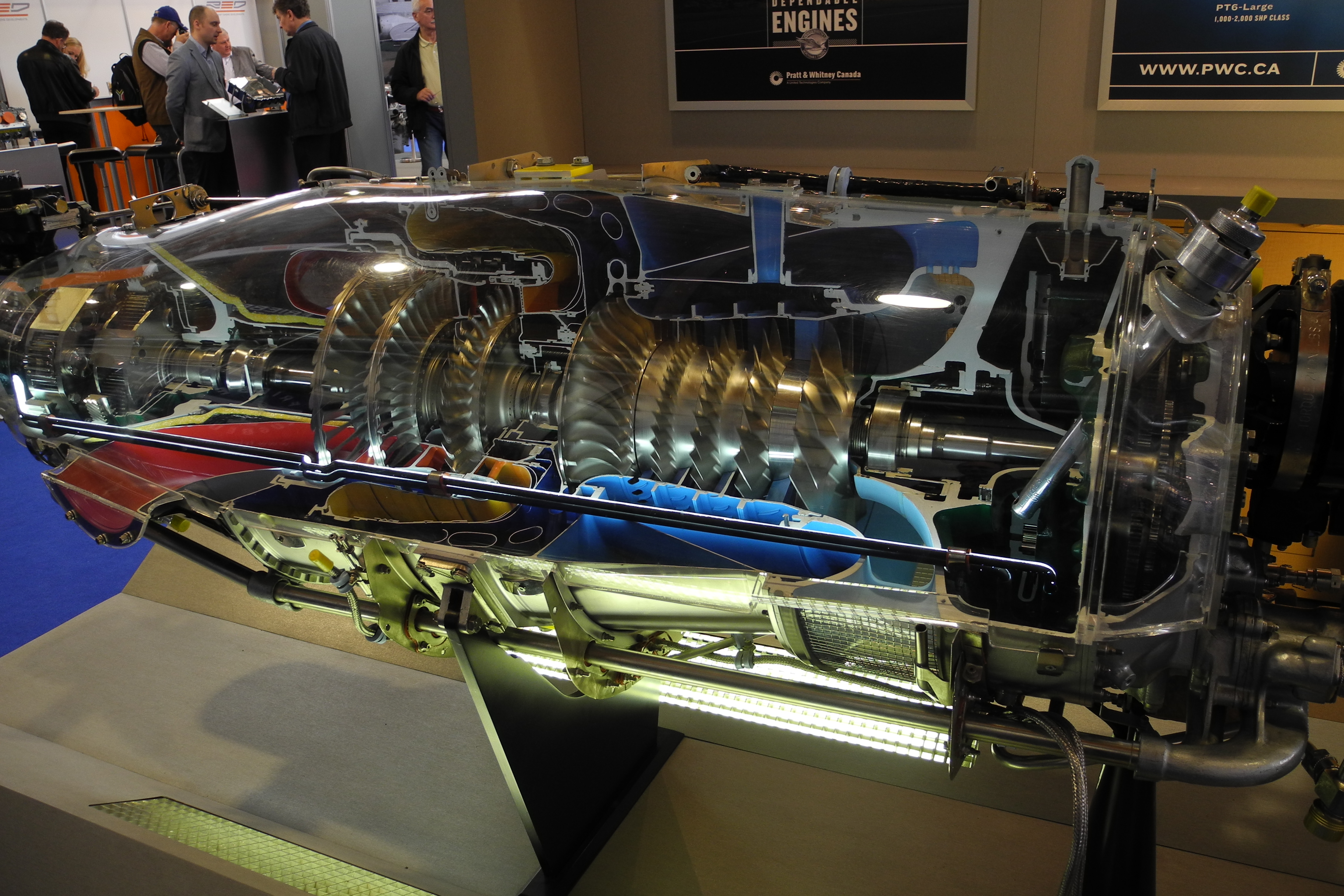
PT6

| Sistema                                                   | País                      | Fabricante                                 | Notas              |
| --------------------------------------------------------- | ------------------------- | ------------------------------------------ | ------------------ |
| Pod de cañón (opción)                                     | Bandera de Bélgica        | FN Herstal                                 | HMP-400 de 12.7 mm |
| Cohete aire-tierra                                        | Bandera de Estados Unidos | General Dynamics                           | Hydra 70           |
| Kit de guiado láser Paveway II para bombas de caída libre | Bandera de Estados Unidos | Lockheed Martin Raytheon Texas Instruments |                    |
| Misil antitanque                                          | Bandera de Estados Unidos | Lockheed Martin                            | AGM-114 Hellfire   |
| Bomba Mark 81                                             | Bandera de Estados Unidos | General Dynamics                           |                    |
| Bomba Mark 82                                             | Bandera de Estados Unidos | General Dynamics                           |                    |

### Propulsión
| Sistema | País              | Fabricante             | Notas       |
| ------- | ----------------- | ---------------------- | ----------- |
| Motor   | Bandera de Canadá | Pratt & Whitney Canada | 1 × PT6A-68 |

## Variantes
- T-6A Texan II, versión estándar, utilizada por la USAF, la USN, y la Fuerza Aérea Griega.
- NTA T-6A Texan II, versión armada de la T-6A de la Fuerza Aérea Griega. Puede llevar cohetes, armas, tanques de combustible externos y bombas.
- T-6B Texan II, versión actualizada con cabina de cristal digital que incluye un Head-Up Display (HUD), pantalla multifunción (MFD) y sistema HOTAS (Hands On Throttle-And-Stick: Manos en Mando de Gases y Palanca de Control).
- T-6C Texan II, versión armada y con tecnología avanzada. Es operado por la USAF y Marruecos.
- T-6C + Texan II, última versión mejorada, operada por Argentina y México.
- AT-6B Texan II, versión armada del T-6B. Cabina actualizada para incluir enlaces de datos y sensores electro-ópticos, junto con varias configuraciones de armas.
- CT-156 Harvard II, T-6A con mandos basado en el del CT-155 Hawk para las Fuerzas Canadienses.
- AT-6E Wolverine, Nueva versión super avanzada con nuevas mejores como una aviónica más moderna y con mayor capacidad de portar armas con 6 pilones subalares.Es operado por la USAF, Real Fuerza Aérea de Marruecos y Fuerza Aérea Tunecina.

## Operadores

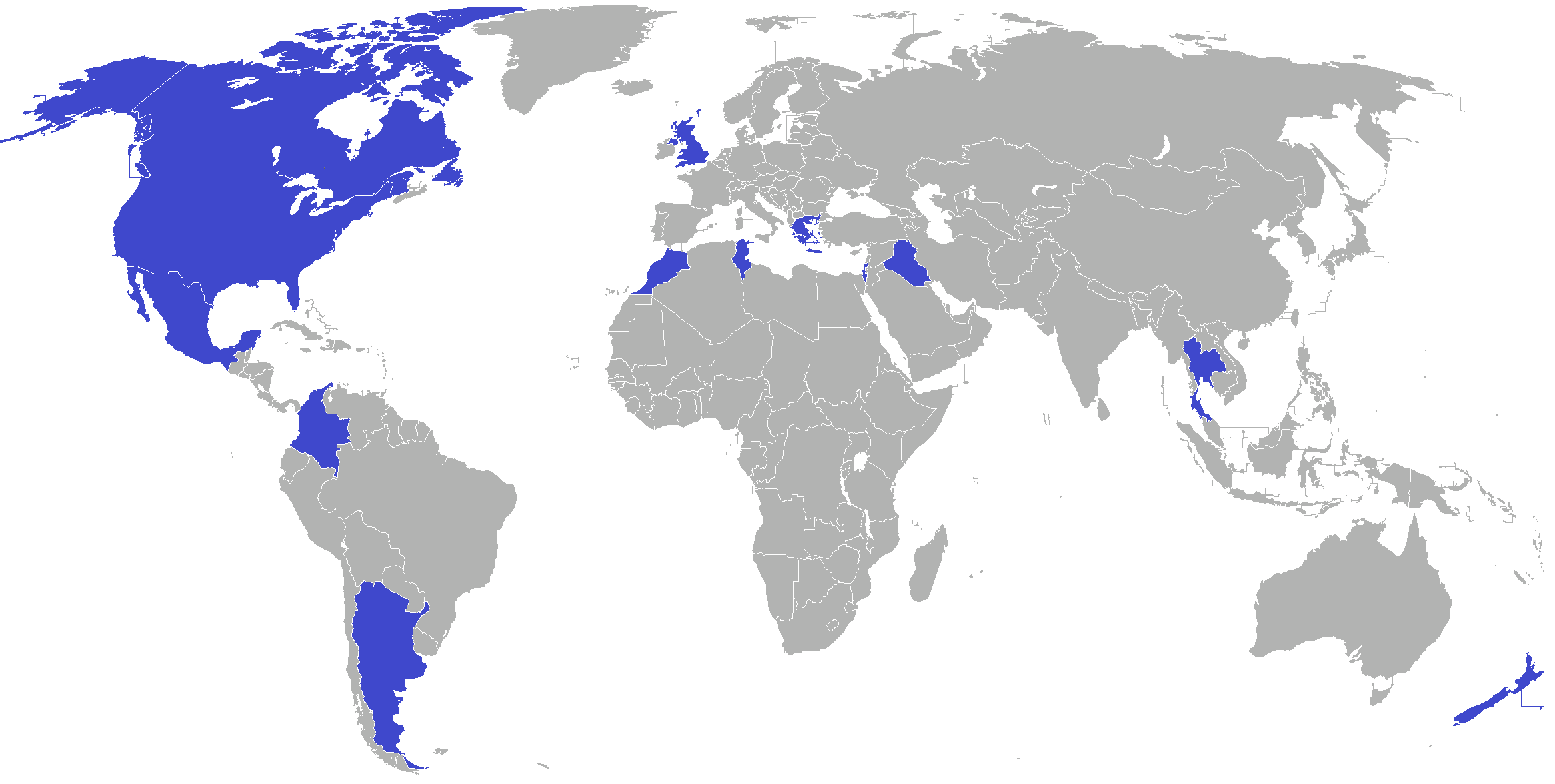
Países operadores del avión Beechcraft T-6 Texan II.

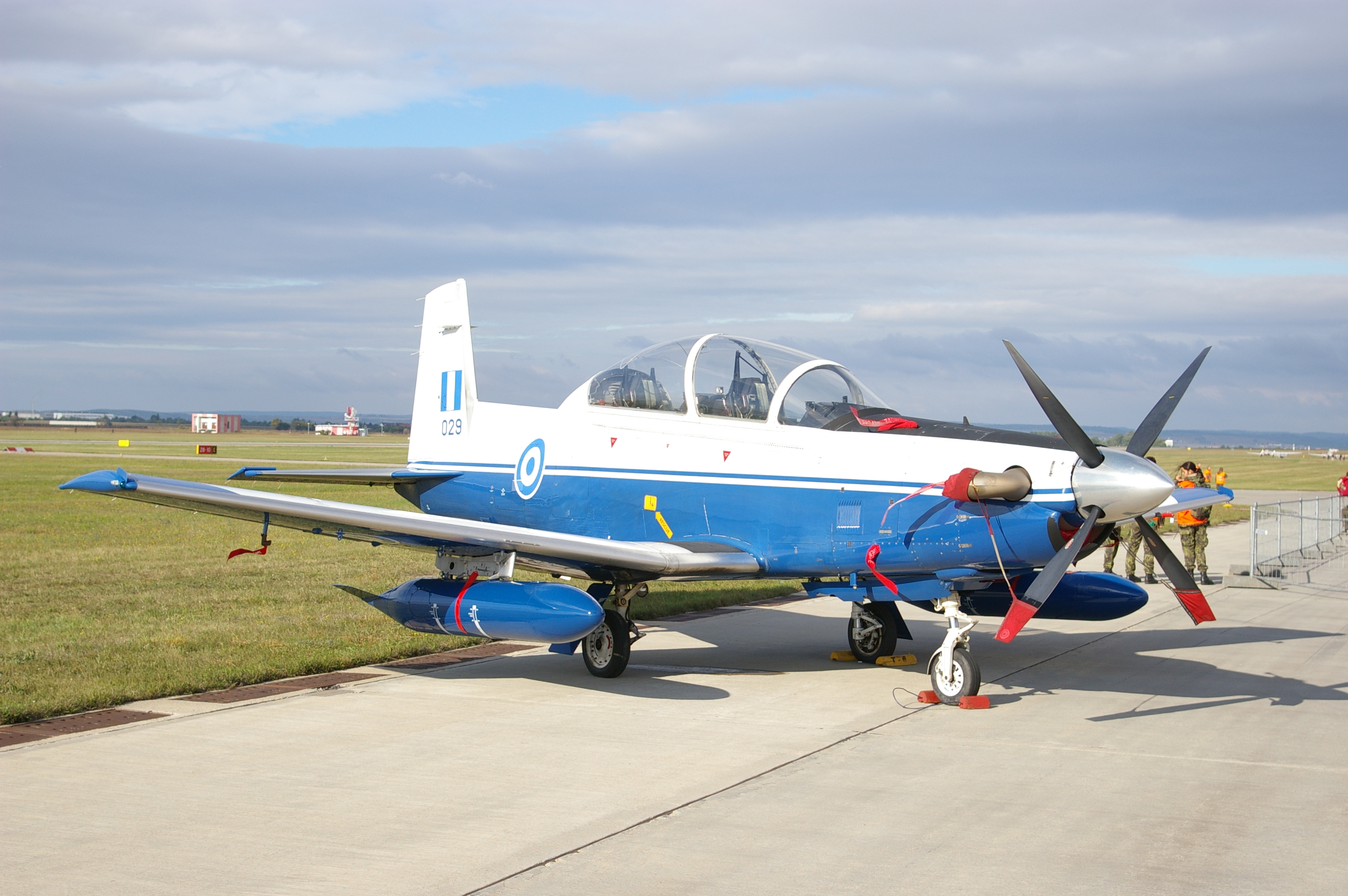
Un T-6 de la Fuerza Aérea Griega

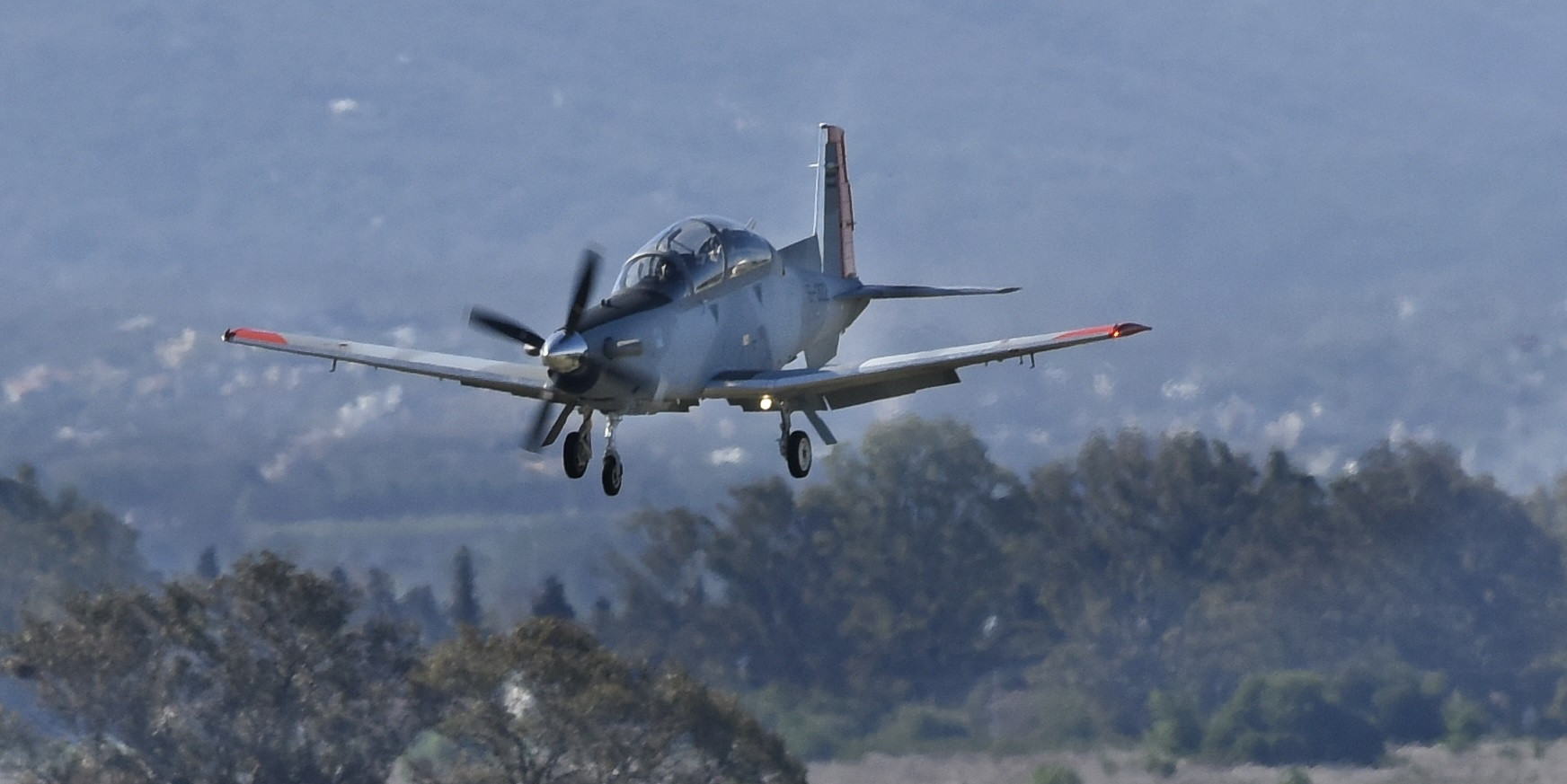
Un T-6C de la Fuerza Aérea Argentina

- Fuerza Aérea Argentina 12 T-6C ordenados y entregados entre 2017 y 2019.[2][3][4][5]
- Luftwaffe, 69 T-6A.
- Real Fuerza Aérea Canadiense 25 CT-156 Harvard II.
- Túnez 12 AT-6E Wolverine[6][7]
- Real Fuerza Aérea Tailandesa (12 T-6C ordenados en septiembre de 2020).[8]
- Fuerza Aérea Helénica 25 T-6A y 20 T-6A NTA.
- Fuerza Aérea Israelí[9] 20 T-6A Efronti.
- Fuerza Aérea Iraquí, 20 T-6A.
- Real Fuerza Aérea de Marruecos, AT-6E Wolverine.
- Fuerza Aérea Mexicana 66 T-6C+.
- Armada de México 14 T-6C+.
- Fuerza Aérea de los Estados Unidos 449 T-6A y AT-6E Wolverine[10]
- Armada de los Estados Unidos 49 T-6A y 12 T-6B.
- Fuerza Aérea Colombiana 12 T-6C. Se espera una posible adquisición de 35 unidades para reemplazar a los A-37B y T-37B[11]
- Fuerza Aérea Popular Vietnamita: En junio de 2021 firmaron un contrato por 3 aeronaves con entrega prevista en 2023.[12]

## Especificaciones
Referencia datos: 

### Características generales
- Tripulación: 2 (piloto instructor y piloto/navegante alumno)
- Longitud: 10,2 m (33,5 ft)
- Envergadura: 10,2 m (33,5 ft)
- Altura: 3,3 m (10,8 ft)
- Peso vacío: 2135 kg (4705,5 lb)
- Peso cargado: 2771 kg (6107,3 lb)
- Peso máximo al despegue: 2948 kg (6497,4 lb)
- Planta motriz: 1× Turbohélice Pratt & Whitney Canada PT6A-68.
  - Potencia: 820 kW (1131 HP; 1115 CV)
- Capacidad de combustible: 670 L

### Rendimiento
- Velocidad nunca excedida (Vne): 586 km/h (364 MPH; 316 kt)
- Velocidad máxima operativa (Vno): 540 km/h (336 MPH; 292 kt)
- Velocidad crucero (Vc): 515 km/h (320 MPH; 278 kt)
- Alcance: 1660 km (896 nmi; 1031 mi)
- Techo de vuelo: 9450 m (31 004 ft)
- Régimen de ascenso: 22,9 m/s (4502 ft/min)
- Límites de fuerzas G: +7.0G / -3.5G

### Armamento
- Ametralladoras:  hasta 2 Pods de ametralladoras de 7.62mm y 12.7mm
- Bombas: Bombas de propósito general Mk 82, Mk 81 y bombas guiadas de precisión GBU-12 y GBU-58.
- Cohetes: FFAR

### Desarrollos relacionados
- Pilatus PC-9

### Aeronaves similares
- Embraer EMB 314 Super Tucano
- Fuji T-7
- HAL HTT-40
- Pilatus PC-21
- KAI KT-1
- PZL-130 Orlik
- Short Tucano
- TAI Hürkuş
- UTVA Kobac

### Secuencias de designación
- Secuencia Numérica (interna de Beechcraft): ← 1300 - 1900 - 2000 - 3000
- Secuencia T-_ (Aviones de Entrenamiento estadounidenses, secuencia alternativa de 1990): T-1 - T-3 - T-6 - T-7
- Secuencia C_-_ (Aeronaves de las Fuerzas Canadienses, 1968-presente): ← CH-149 - CC-150 - CT-155 - CT-156 - CU-160 - CU-161 - CU-162 →

### Listas relacionadas
- Anexo:Aeronaves de la Fuerza Aérea de los Estados Unidos (históricas y actuales)